# Ibiam
Ibiam là một đô thị thuộc bang Santa Catarina, Brasil. Đô thị này có diện tích 147,329 km², dân số năm 2007 là 1987 người, mật độ 12,7 người/km².